# Aussageerpressung
Die Aussageerpressung ist ein Verbrechen und zugleich Amtsdelikt. Durch das Verbot der Aussageerpressung sollen Menschen vor staatlichen Übergriffen zur Herbeiführung von Aussagen in Straf-, Bußgeld- oder Disziplinarverfahren geschützt werden.

## Deutschland

### Tatbestand
Das Verbot der Aussageerpressung soll zum einen die Rechtspflege schützen, wobei das Herbeiführen von Aussagen durch Gewalt oder Quälerei (insbesondere Folter), die grundsätzlich einem Beweisverwertungsverbot (§ 136a StPO (Deutschland)) unterliegen, pönalisiert wird. Außerdem wird das Rechtsgut der freien Willensentschließung des Opfers der Aussageerpressung geschützt. Täter der Aussageerpressung kann nur ein Amtsträger sein, worunter nach § 48 Abs. 1 WStG auch Offiziere und Unteroffiziere der Bundeswehr fallen. Der Tatbestand nach § 343 StGB (Deutschland) lautet:
(1) Wer als Amtsträger, der zur Mitwirkung an
1. einem Strafverfahren, einem Verfahren zur Anordnung einer behördlichen Verwahrung,
2. einem Bußgeldverfahren oder
3. einem Disziplinarverfahren oder einem ehrengerichtlichen oder berufsgerichtlichen Verfahren
berufen ist, einen anderen körperlich misshandelt, gegen ihn sonst Gewalt anwendet, ihm Gewalt androht oder ihn seelisch quält, um ihn zu nötigen, in dem Verfahren etwas auszusagen oder zu erklären oder dies zu unterlassen, wird mit Freiheitsstrafe von einem Jahr bis zu zehn Jahren bestraft. 

(2) In minder schweren Fällen ist die Strafe Freiheitsstrafe von sechs Monaten bis zu fünf Jahren. 
Die Abgrenzung von noch zulässigen Verhörmethoden und unzulässigen Zwangshandlungen ist problematisch. Jedenfalls setzt der Tatbestand Handlungen (möglich auch durch Unterlassen) voraus, die körperlich und psychisch wirken. Kasuistisch wird dies für das Entziehen von Schlaf, Verhöre mit grellem Licht, Freiheitsentziehungen in Zellen, die weder mit Lichtquellen noch mit ausreichendem Platz ausgestattet sind, Anwendung von psychotropen Substanzen zur Überwindung des Willens (Wahrheitstropfen o. ä.), Überbringung von falschen Nachrichten, die seelische Qualen hervorrufen können, gesehen.
Auf der inneren Tatbestandsseite muss der Amtsträger mindestens bedingten Vorsatz hinsichtlich der Tatbestandsmerkmale haben und wenigstens Nötigungsabsicht zur Willensbeugung. Der Nötigungserfolg (die Überwindung des Opferwillens zur Aussage) muss nicht eintreten, wodurch § 343 StGB den Typus des Unternehmensdelikts besitzt. Ob eine Rechtfertigung von Folter den Tatbestand der Aussageerpressung ebenfalls aushebelt, wird kontrovers beurteilt, jedoch überwiegend abgelehnt, da sich die Begriffe Rechtsstaat und Folter gegenseitig ausschließen. Geht der Täter davon aus, dass das von ihm verwendete Mittel erlaubt sei, befindet er sich in einem Verbotsirrtum.

### Sperrwirkung der Rechtsbeugung
Der Tatbestand der Rechtsbeugung (§ 339 StGB) entfaltet Sperrwirkung, sodass Richter wegen Straftaten, die in einem inneren Zusammenhang mit der Leitung oder Entscheidung einer Rechtssache stehen, nur belangt werden können, wenn sie sich zugleich wegen Rechtsbeugung strafbar gemacht haben.
Durch die Einbeziehung des Eventualvorsatzes in den Tatbestand der Rechtsbeugung ist nach zutreffender Auffassung des 3. Strafsenats des BGH der wesentliche Grund für die Sperrwirkung entfallen.

## Österreich
In Österreich kam bis 2012 für Folter § 312 StGB (Österreich) zur Anwendung (heute gilt dieser Paragraph nur noch für andere Fälle, vgl. unten):
(1) Ein Beamter, der einem Gefangenen oder einem sonst auf behördliche Anordnung Verwahrten, der seiner Gewalt unterworfen ist oder zu dem er dienstlich Zugang hat, körperliche oder seelische Qualen zufügt, ist mit Freiheitsstrafe bis zu zwei Jahren zu bestrafen. 
(2) Ebenso ist ein Beamter zu bestrafen, der seine Verpflichtung zur Fürsorge oder Obhut einem solchen Menschen gegenüber gröblich vernachlässigt und dadurch, wenn auch nur fahrlässig, dessen Gesundheit oder dessen körperliche oder geistige Entwicklung beträchtlich schädigt. 
(3) Hat die Tat eine schwere Körperverletzung (§ 84 Abs. 1) zur Folge, so ist der Täter mit Freiheitsstrafe bis zu drei Jahren, hat sie eine Körperverletzung mit schweren Dauerfolgen (§ 85) zur Folge, mit Freiheitsstrafe bis zu fünf Jahren, hat sie den Tod des Geschädigten zur Folge, mit Freiheitsstrafe von einem bis zu zehn Jahren zu bestrafen.
Seit 2012 gilt für Folter § 312a StGB:
(1) Wer als Amtsträger nach § 74 Abs. 1 Z 4a lit. b oder c, auf Veranlassung eines solchen Amtsträgers oder mit ausdrücklichem oder stillschweigendem Einverständnis eines solchen Amtsträgers einer anderen Person, insbesondere um von ihr oder einem Dritten eine Aussage oder ein Geständnis zu erlangen, um sie für eine tatsächlich oder mutmaßlich von ihr oder einem Dritten begangene Tat zu bestrafen, um sie oder einen Dritten einzuschüchtern oder zu nötigen, oder aus einem auf Diskriminierung beruhenden Grund große körperliche oder seelische Schmerzen oder Leiden zufügt, ist mit Freiheitsstrafe von einem bis zu zehn Jahren zu bestrafen.
(2) Hat die Tat eine Körperverletzung mit schweren Dauerfolgen (§ 85) zur Folge, so ist der Täter mit Freiheitsstrafe von fünf bis zu fünfzehn Jahren, hat die Tat den Tod des Geschädigten zur Folge, mit Freiheitsstrafe von zehn bis zu zwanzig Jahren oder mit lebenslanger Freiheitsstrafe zu bestrafen.
(3) Amtsträger im Sinne dieser Bestimmung ist auch, wer im Falle der Abwesenheit oder des Ausfalls der staatlichen Stellen faktisch als Amtsträger handelt.

## Schweiz
Art. 140 Strafprozessordnung (Schweiz) besagt:
(1) Zwangsmittel, Gewaltanwendung, Drohungen, Versprechungen, Täuschungen und Mittel, welche die Denkfähigkeit oder die Willensfreiheit einer Person beeinträchtigen können, sind bei der Beweiserhebung untersagt.
(2) Solche Methoden sind auch dann unzulässig, wenn die betroffene Person ihrer Anwendung zustimmt.
Die Strafbarkeit von Verstößen richtet sich nach den allgemeinen Vorschriften über Nötigung (Schweiz) und Körperverletzung (Schweiz).